# Runciman Award
Der Runciman Award ist ein Preis der Anglo-Hellenic League für englischsprachige Publikationen zur griechischen Geschichte oder zum Griechentum von der Antike bis zur Gegenwart. Er ist nach dem Historiker Steven Runciman benannt und von der National Bank of Greece mit 9000 Pfund dotiert. Das oder die Bücher sollten im Vorjahr erschienen sein.

## Preisträger
- 1986 David Constantine: Travellers in Greece, Cambridge University Press
- 1988 John S. Koliopoulos: Brigands with a Cause:Brigandage and Irredentism in Modern Greece, 1820–1921, Oxford University Press
- 1989 Rowland J. Mainstone: Hagia Sophia: Architecture, Structure and Liturgy of Justinian’s Great Church, Thames and Hudson
- 1990 John Gould: Herodotus, Weidenfeld & Nicolson
- 1991 Hugh Lloyd-Jones: The Academic Papers, Oxford University Press
- 1992 Mark Mazower: Greece and the Inter-War Economic Crisis, Oxford University Press
- 1992 Antony Beevor: Crete: the Battle and the Resistance, John Murray
- 1993 Richard Clogg: A Concise History of Greece, Cambridge University Press
- 1994 Paul Magdalino: The Empire of Manuel I Komnenos, 1143–1180, Cambridge University Press
- 1995 Roderick Beaton: An Introduction to Modern Greek Literature, Oxford University Press
- 1996 John Boardman: The Diffusion of Classical Art in Antiquity, Thames and Hudson
- 1996 Rosemary Morris: Monks and Laymen in Byzantium, 843–1118, Cambridge University Press
- 1997 Andrew Dalby: Siren Feasts: A History of Food and Gastronomy in Greece, Routledge, Oliver Rackham und Jennifer Moody: The Making of the Cretan Landscape, Manchester University Press, Gelina Harlaftis: A History of Greek-owned Shipping: the Making of an International Tramp Fleet, 1830 to the present day, Routledge, Nigel Spivey: Understanding Greek Sculpture:Ancient Meanings, Modern Readings, Thames and Hudson
- 1998 George Cawkwell: Thucydides and the Peloponnesian War, Routledge, Martin Litchfield West: The East Face of Helicon: West Asiatic Elements in Greek Poetry and Myth,| Clarendon Press, Oxford, Robin Cormack: Painting and the Soul: Icons, Death Masks and Shrouds, Reaktion Books, Patricia Storace: Dinner with Persephone, Granta Books
- 1999 Ian MacNiven: Lawrence Durrell: a Biography, Faber & Faber,  Christopher Stray: Classics Transformed: Schools, Universities and Society in England, 1830–1960, Clarendon Press, Oxford, Jenny March: Dictionary of Classical Mythology, Cassell
- 2000 John V. Luce: Celebrating Homer’s Landscapes, Yale University Press, Reviel Netz: The Shaping of Deduction in Greek Mathematics: A Study in Cognitive History, Cambridge University Press
- 2001 Cyprian Broodbank: An Island Archaeology of the Early Cyclades, Cambridge University Press
- 2002 James Whitley: The Archaeology of Ancient Greece, Cambridge University Press
- 2003 John Boardman: The Archaeology of Nostalgia: How the Greeks re-created their Mythical Past, Thames and Hudson
- 2004 Roderick Beaton: George Seferis – Waiting for the Angel – A Biography, Yale University Press
- 2005 Mark Mazower: Salonica, City of Ghosts: Christians, Muslims and Jews, Harper Collins
- 2006 Robin Lane Fox: The Classical World, Time Warner Book Group, Tom Holland: Persian Fire, Allen Lane
- 2007 Bruce Clark: Twice A Stranger: How Mass Expulsion Forged Modern Greece and Turkey, Granta Books, Robert Holland und Diana Markides, The British and the Hellenes, Oxford University Press
- 2008 Imogen Grundon: The Rash Adventurer: A Life of John Pendlebury, Libri Publications
- 2009 Katherine Elizabeth Fleming: Greece – A Jewish History, Princeton University Press
- 2010 Juliet du Boulay: Cosmos, Life and Liturgy in a Greek Orthodox Village, Denise Harvey Publishers
- 2011 Molly Greene: Catholic Pirates and Greek Merchants: A Maritime History of the Early Modern Mediterranean, Princeton University Press, Emily Greenwood: Afro-Greeks: Dialogues Between Anglophone Caribbean Literature and Classics in the 20th Century, Oxford University Press
- 2012 Peter Thonemann: The Maeander Valley, Cambridge University Press
- 2013 Simon Goldhill: Sophocles and the Language of Tragedy, Oxford University Press
- 2014 Roderick Beaton: Byron’s War: Romantic Rebellion, Greek Revolution, Cambridge University Press
- 2015 Armand M. Leroi: The Lagoon: How Aristotle Invented Science, Bloomsbury Publishing
- 2016 Sharon E. J. Gerstel: Rural Lives and Landscapes in Late Byzantium, Cambridge University Press
- 2017 Ivan Drpić: Epigram, Art and Devotion in Later Byzantium, Cambridge University Press, und Marc Domingo Gygax: Benefaction and Rewards in the Ancient Greek City, Cambridge University Press
- 2018 Matthew Simonton: Classical Greek Oligarchy, Princeton University Press, Colm Tóibín: House of Names, Penguin/Viking
- 2019 Paul J. Kosmin: Time and its Adversaries in the Seleucid Empire, Belknap Press of Harvard, Robin Osborne: The Transformation of Athens, Princeton University Press
- 2021 Roderick Beaton: Greece: Biography of a Modern Nation, Penguin Books
- 2022 Ian Collins: John Craxton: A Life Full of Gifts, Yale University Press
- 2023 Alicia Stallings: This Afterlife: Selected Poems, Carcanet
- 2024 Islam Issa: Alexandria: The City That Changed the World, History
- 2025 Sasha Dugdale: The Strongbox, Carcanet Poetry[1]